# RBCウェルス・マネジメント
RBCウェルス・マネジメント（英語：RBC Wealth Management）は、カナダ最大の銀行であるカナダロイヤル銀行（英語：Royal Bank of Canada, TSX: RY、NYSE: RY、SIX: RY）の100%子会社の証券会社である。カナダの証券会社としても資産運用残高において最大規模であり、カナダ国内並びに世界中の40万名以上の顧客と取引を行っている。日本国内には東京に関連企業であるRBCキャピタルマーケッツの支店が置かれている。

## 経営陣
President & CEO ： Dave McKay（2014年 - ）

Group Head ： M.George Lewis

## 事業内容
RBCウェルス・マネジメントは4つの事業団体から成り立っており、主に富裕層を対象とした資産運用サービス、有価証券の売買並びに売買の仲介、事業継承プランニングなど、幅広いサービスを提供している。アドバイザー、プライベートバンカーなど金融コンサルタントの総計は約4,500名に上り、顧客預かり資産は約5600億ドル、運用資産残高は約3506億ドルとなっている。
1. RBCドミニオン・セキュリティズ
RBCドミニオン・セキュリティズはカナダ最大の資産運用会社であり、アドバイザー数はカナダ全土に約合計約1,500名、顧客預かり資産額は約1800億ドルとなっている。個人・法人を対象とした総合的な資産運用サービスを提供する事業部門。カナダ並びに海外の金融商品を幅広く取り扱っており、各顧客のニーズに合わせて運用アドバイス、ポートフォリオ作成などを行う。またカナダ各地に多数の支店があり、インベストメント・アドバイザーが顧客に担当制のサービスを提供する。日本語を希望する顧客を対象としたアドバイザーも居り、日本語でサービスを受けることも可能。
2. RBC PH&N Investment Counsel
100万ドル以上の運用資産を持つ個人、法人、機関投資家、基金、非営利団体を対象とした資産運用サービスを提供する。
カナダにおいて80名以上の専門家チームがおり、約18支店を展開している。個人・法人銀行業務から、税金対策、
保険、遺産相続、信託、クロスボーダーバンキングおよび投資運用、事業継承プランニングなどのサービスを提供。
カナダ全土に15支店があり、170名の従業員がいる。運用資産残高は150億ドルとなっている。
3. RBC Estate & Trust Services
個人・法人を対象とした遺産相続および信託サービスを提供する。遺産管理、遺産売却、信託、税金対策、老後の資金計画、エスクローサービス、投資口座管理、信託口座での資産運用など包括的なサービスを提供する。
4. RBC Private Banking
個人並びに世帯単位でのプライベート・バンキングサービスを提供する。2012年より3年間連続して、Global Private Banking AwardsによりカナダでNo.1のプライベート・バンクであるとの表彰を受けている。また、2014年時点で資産残高により世界ランキング5位となっている。

## RBCグループ組織構成
RBCグループはカナダロイヤル銀行(Royal Bank of Canada)を筆頭に5つの事業部門に分かれている。
| 部門               | 該当企業 |
| ------------------ | --- |
| 個人・商業銀行部門 | カナダロイヤル銀行・RBCオンライン証券、RBC銀行（米国）、RBCロイヤルバンク（カリブ）                            |
| 資産運用部門       | RBCウェルス・マネジメント・RBC PH&N Investment Counsel、RBC Estate & Trust Services、RBCプライベートバンキング |
| 証券保管部門       | RBC Investor Service                                                                                           |
| リサーチ研究部門   | RBCキャピタル・マーケッツ                                                                                      |
| 保険部門           | RBC Insurance                                                                                                  |

## 沿革
- 1901年 - 1901年4月1日、カナダ・トロントにおいて正式名称Dominion Securities Limitedとして創業。当初の事業は国債並びに州債などの地方債に特化していたが、第一次世界大戦時に発行された戦債（en:War bonds）の販売に関わり事業を一気に拡大。
- 1937年 - 株式取引部門を立上げる。
- 1950年 - カナダの全主要都市に支社が拡がる。
- 1984年 - Pitfield、Mackay、Ross Limitedを吸収合併する。
- 1988年 - カナダロイヤル銀行（Royal Bank of Canada）がRBCドミニオン・セキュリティズの株式67%を取得する。
- 1989年 - Pemberton Willoughby Investment Corporationを吸収合併する。
- 1996年 - Richardson Greenshields of Canada Ltd.を吸収合併する。
- 1996年 - カナダロイヤル銀行がRBCドミニオン・セキュリティズの株式100%を取得する。
- 2001年 - 米国の Dain RauscherおよびTucker Anthony Sutro & Co.を吸収合併し、北米での地位を高める。
- 現在　-　カナダ並びに世界中の40万名以上の顧客と取引を行い、運用資産残高は1,500億ドル以上に上る[1]。

## 社会活動・貢献
- ブルー・ウォーター・プロジェクト[5]

- 児童向け放課後プロジェクト[6]

- 児童メンタルヘルス・プロジェクト[7]

- 新人アーティスト・サポート・プロジェクト[8]

- 2012年～米国PGAツアーの主要スポンサー[9]

- 2012年2月12日～28日にカナダで開催されたバンクーバーオリンピックの主要スポンサー[10]

## 企業買収・事業分離[11]
- 2011年カナダロイヤル銀行は、米国における事業拡大を目指し、米国の個人向け銀行業をPNC Financial Services Group, Inc.に36.2億ドルで売却した。その内34.5億ドルは、RBC Bank (USA)の買収、1.65億はクレジットカード事業買収に充てられる。これに関してCEO（当時）のGordon Nixonは、「RBCは米国市場に全力を注いでおり、今回の事業売却により我々は米国RBCの2大事業であるRBCウェルス・マネジメントおよびRBCキャピタル・マーケッツの拡大により注力できる」と述べている。

- 2012年カナダロイヤル銀行はジョイントベンチャー企業であるRBC Dexia Investor Services Limitedの株式50%をBanque Internationale à Luxembourg S.A.より買収した。買収金額は8．375億ユーロ、全額現金で支払われた。これにより、RBCはRBC Dexiaの株式100%を保有することになった。また同年、カナダロイヤル銀行は、Ally Financial Incのカナダにおける自動車ファイナンス事業を14億ドルで買収した。

- 2013年　カナダロイヤル銀行は、カナダ・ケベック州において自然ガス開発を行うAthena Energy Groupを買収。この買収によりRBCキャピタル・マーケッツのコモディティ事業拡大を図る。

- 2015年　RBCウェルス・マネジメントの親会社であるカナダロイヤル銀行は米国の銀行シティ・ナショナル・コーポレーションの買収を発表。シティ・ナショナル･コーポレーションはニューヨーク証券取引所（NYSE）に上場しており、同社の一株当たりに付き平均47.25USドルおよびRBCの普通株式の0.7489を支払うことで両者が合意した。シティ・ナショナル・コーポレーションは1954創業、米国ロサンゼルスに本社を置き、富裕層並びに法人顧客を対象とした銀行業務を展開してきた。

## 出版物
- ワールド・ウェルス・レポート[12]

キャップジェミニとRBCウェルス・マネジメントが毎年共同で発行している世界の富裕層に関するレポート。